# Dub (Serbia)
Dub (cyr. Дуб) – wieś w Serbii, w okręgu zlatiborskim, w gminie Bajina Bašta. W 2011 roku liczyła 322 mieszkańców.